# Densité numérique
Pour les articles homonymes, voir Densité (homonymie).
En physique, chimie et pétrologie, la densité numérique, également appelée nombre volumique ou densité particulaire, est le nombre d'objets (molécules, particules, galaxies, etc.) par unité de volume :
{\displaystyle n={\frac {N}{V}}}
où :
n  représente la densité numérique, à ne pas confondre avec la quantité de matière, aussi notée n,
N  le nombre total d'entités considéré,
V  le volume occupé par ces entités.
Dans le Système international d'unités, la densité numérique s'exprime comme un nombre par mètre cube (unité : m−3). On utilise aussi beaucoup le cm−3 (nombre par centimètre cube).
Réciproquement, le nombre total d'entités peut être écrit :
{\displaystyle N=\iiint _{V}n\,\mathrm {d} V}
où dV est un volume élémentaire.

## Généralisation
En physique on rencontre très souvent des quantités numériques qui ne dépendent pas (ou pas seulement) des variables d'espace. Si cette quantité N est une fonction de diverses variables α, β, γ, ... on définit une densité numérique n telle que :
{\displaystyle \mathrm {d} N=n(\alpha ,\beta ,\gamma ,...)\,\mathrm {d} \alpha \,\mathrm {d} \beta \,\mathrm {d} \gamma \,...}
La quantité dV=dα dβ dγ... est le « volume élémentaire » de l'espace (α, β, γ, ...) de dimension quelconque.
Un exemple est la densité numérique d'un nuage de particules supposées sphériques de rayon r, variant au cours du temps, donnée par n(r,x,y,z,t). Cette quantité représente le nombre de particules de rayon compris entre r et r+dr, dans le volume ((x,x+dx),(y,y+dy)(z,z+dz)), dans l'intervalle de temps (t,t+dt) :
{\displaystyle \mathrm {d} N=n(r,x,y,z,t)\mathrm {d} r\mathrm {d} x\mathrm {d} y\mathrm {d} z\mathrm {d} t}
Mathématiquement ces quantités sont des distributions à valeur scalaire, c'est-à-dire des fonctions dont le résultat est un nombre réel positif ou nul.

## Relation avec la molarité
La molarité (ou concentration molaire), une grandeur beaucoup utilisée en chimie, est le nombre c de moles (d'atomes, de molécules, etc., d'un certain type) par unité de volume. Elle est reliée à la densité numérique par la relation :
{\displaystyle c={\frac {n}{N_{\mathrm {A} }}}\;} ou {\displaystyle \;n=N_{\mathrm {A} }c}
où {\displaystyle N_{\mathrm {A} }} désigne le nombre d'Avogadro.

## Référence
- (en) Cet article est partiellement ou en totalité issu de l’article de Wikipédia en anglais intitulé « Density number » (voir la liste des auteurs).